# Амми-цадука
Амми-цадука — царь Вавилона, правил приблизительно в 1647 — 1626 годах до н. э., из I Вавилонской (аморейской) династии.

## Биография
Сын царя Амми-дитаны.
При Амми-цадуке Вавилония переживала период политического и экономического упадка. По-видимому, при Амми-цадуке области Лагаш и Ур уже относились к царству Приморья, а северная граница Вавилонского царства проходила намного южнее Ашшура и Мари. Из областей за Тигром Амми-цадуке принадлежали территории племен идамарац и ямутбала.
От этого времени дошло сравнительно небольшое количество административных и юридических документов, несколько распоряжений царя чиновникам, надписи об установлении статуй в храмах. Важную информацию содержит текст указа о «справедливости», изданного Амми-цадукой по традиции при вступлении на престол (2-й год правления).

### Указ о «справедливости»
Указ этот, хотя и в несколько повреждённом виде дошёл до нас, и даже в нескольких копиях. В нём приведены правила, касающиеся различных сфер жизни, но все они сводятся к одному: прощению долгов частных лиц (в серебре или ячмене), возникших из-за неуплаты займов (а не на других основаниях); прощение податей, которые определённые лица должны были выплатить дворцу; прощение царём задолженности в форме ячменя, не выплаченной Сухумом, а также долгов в виде ячменя и серебра, не погашенных женщинами, державшими в сельской местности корчмы; снижение платы за аренду царских земель для редумов (воины) и бариумов (ловцы); выкуп членов семей должников, переданных кредиторам как гарантия погашения задолженности (эта норма не касалась рабов); сановникам под угрозой телесного наказания или казни было запрещено принуждать арендаторов царских земель отдавать часть урожая или отправляться на принудительные работы, если он уже уплатил подати.
В некоторые из этих правил помещена формула: «Потому что царь установил в стране справедливость». Благодаря указу Амми-цадуки мы знаем, какой дополнительный смысл вкладывали в эту фразу вавилоняне, и можем лучше понять тексты многих более ранних эдиктов, как шумерских, так и аккадских, в которых используются слова «установить справедливость в стране», но основное содержание которых не сохранилось. Вторжение царя в частный сектор экономики в том числе прощение долгов и отмена некоторых податей (в обоих случаях эти меры носили временный, а не постоянный характер), должно было решить две проблемы: предотвратить развал экономики из-за чрезмерно большой долговой нагрузки на частных лиц (обычный размер процентной ставки на ячмень составлял 33,3%, а на серебро — 20%) и не допустить аккумулирование слишком больших богатств в руках узкой группы людей. Этот указ подтверждал также, существование двух равноправных этнических групп аккадцев и амореев. Как видно, различия между этими двумя народами — социальные и экономические — существовали на протяжении всего царствования I Вавилонской династии.
Эдикт Амми-цадуки крайне важен для нас и по другой причине. Благодаря тому что в нём упомянуты названия городов и различных местностей, мы можем предположить, на какие территории распространялась власть представителей I Вавилонской династии в середине XVII в до н. э., перед самым её падением. В тексте говорится о Вавилоне, Борсиппе, Ларсе, Казаллу, Уруке, Исине, Кисурре, Шитуллуме, Манкисуме и Малгиуме, к числу более крупных территориальных образований, упомянутых в нём относятся Ямутбал, а также ещё две территории Идамаранц и Нумхи, возможно также располагавшиеся к востоку от Тигра, и область Сухум на берегу среднего Ефрата. Список сохранился не полностью и в разрушенных местах могли упоминаться такие города как Киш, Сиппар и Дильбат.

### Другие события правления Амми-цадуки
Желая дать экономике Вавилона новый импульс, Амми-цадука через 8 лет (10-й год правления) опять провозгласил «справедливость» и, возможно, что такой акт, если судить по намеку в одной из его последних датировочных формул он издал ещё и в третий раз. Все остальные формулы посвящены изготовлению культовых предметов, и лишь одна строительству крепости в устье Евфрата (11-й год правления), а другая проведению канала (16-й год правления). Отсутствие упоминаний военных действий в его датировочных формулах не обязательно указывает на мирный характер его правления, возможно, ему просто не было возможности похвастаться одержанными победами. Как и его предшественники, Амми-дитана продолжает обычай датировать годы по такому «событию», как установление его собственной статуи в том или ином храме; у него так датированы 7 или 8 лет из 21, то есть каждый третий год называли по сооружению царской статуи. Государство, созданное Хаммурапи, явно клонилось к упадку.
Несмотря на внутреннюю слабость государства, в школах писцов при храмах не прекращалась активная научная и литературная деятельность. От имени Амми-цадуки составлен один из интереснейших вавилонских ритуальных текстов: запись ритуала поминания имён усопших предков в праздник новолуния. В этот перечень, отражавший общесемитскую генеалогическую традицию, помимо имён известных нам предков самого Амми-цадуки, правивших в Вавилоне, попали мифические имена, которые исследователи отождествляют с эпонимами отдельных западно-семитских племён. 
Временем правления Амми-цадуки датирована самая старая известная версия подлинного Atrahasis—эпоса (Эпос о Гильгамеше).

### «Таблички Венеры»
Ко времени Амми-цадуки относятся древнейшие известные нам астрономические клинописные тексты, в частности, записи наблюдений гелиакических восходов и заходов планеты Венера с астрологической интерпретацией этих явлений. Именно к ним современные историки привязывают хронологию Месопотамии и Передней Азии III-го и первой половины II-го тысячелетий до н. э. Упоминаемый в табличках («табличка Венеры» K.160) «Год Золотого Трона» был определён как восьмой год правления Амми-цадуки известный из его датировочных формул: «Год, когда [Амми-цадука] преподнёс в дар [храму] Энамтила трон из красного золота, каковой подобает иметь в святая святых».
Одна и та же конфигурация отношения планеты Венеры к Солнцу повторяется каждые 275 лет, а кроме того, запись наблюдения позволяет толковать её несколько по-разному, что даёт дальнейшее расхождение на 64 года в ту или иную сторону. Поскольку по мнению учёных сдвиг на 275 лет неприемлем, по данным археологии, восходы и заходы в вавилонских записях могут соответствовать любому из трёх возможных хронологических периодов, разделённых друг от друга на 64 года. «Таблички Венеры», таким образом, вынуждают учёных выбирать один из трёх хронологических периодов царствования вавилонских царей — «длинного», «среднего» и «короткого». Согласно «средней хронологии» — 8-й год Амми-цадуки это 1640/1639 год до н. э.
Правил Амми-цадука 21 год.

## Список датировочных формул Амми-цадуки
|                             | |
| 1 год 1647 / 1646 до н. э.  | Год, когда царь Амми-цадука, милостью Энлиля приумножил свою верховную власть, поднявшись над страной словно солнце и учредил правосудие для подданных. YOS 13 13; RlA 2 189, 249 mu am-mi-sya-du-qa2 lugal-e den-lil2-le nam-en-nun-na-ni / nam-en-na-ni bi2-ib2-gu-la dutu-gim kalam-ma-ni-sze3 zi-de3-esz ib2-ta-e3-a un szar2-ra-ba si bi2-ib2-sa2-sa2-a |
| 2 год 1646 / 1645 до н. э.  | Год, когда [Амми-цадука], скромный пастырь Ана и Энлиля, [простил долги] довлевшие над страной RlA 2 189, 250; BBVOT 1 116 mu sipa sun5-na an den-lil2-bi-da-ke4 / den-lil2-bi-da-asz kalam in-ne-da-gal2-la |
| 3 год 1645 / 1644 до н. э.  | Год, после года, когда [Амми-цадука] скромный пастырь Ана и Энлиля, [простил долги] довлеющие над страной CT 8 3b; BM 78733; YOS 13 230 mu gibil sza / egir sipa sun5-na an den-lil2-bi-da-asz kalam in-da-gal2-la |
| 4 год 1644 / 1643 до н. э.  | Год, когда [Амми-цадука] преподнёс в дар [храму] Эсагила гигантские эмблемы из золота, серебра и ляпис-лазури для Мардука могущественного Владыки RlA 2 189, 252; BE 6/II 120 mu dmarduk en gir3-ra szu-nir gal-gal-la ku3-sig17 ku3-babbar na4za-gin3-na-ke4 e2-sag-il2-la-sze3 in-ne-en-ku4-ra |
| 5 год 1643 / 1642 до н. э.  | Год, когда [Амми-цадука] для Энлиля великого Господина, который [говорил с ним] обратившись к нему по имени, преподнёс в дар [храму] Энамтила статую [изображающую его] держащим жертвенного ягненка [и произносящим] молитвы RlA 2 189, 253; BE 6.2 123 mu den-lil2-la2 en gal-la mu-a-ni in-sa4-a urudualan-a-ni masz2 igi-du8-a szu-a an-da-gal2-la u3 alan-a-ni szud3-de3 ab-be2-a e2-nam-ti-la-sze3 i-ni-in-ku4-ra |
| 6 год 1642 / 1641 до н. э.  | Год, когда [Амми-цадука] преподнёс в дар [храму] Эбаббар великолепные солнечные диски, эмблемы сияющие, как дневной свет RlA 2 189, 254; MHET 2 509; YOS 13 35 mu asz-me i3-mah-a szu-nir-ra u4-gim dalla ib2-ta-e3-a e2-babbar-ra-sze3 in-ne-en-ku4-ra |
| 7 год 1641 / 1640 до н. э.  | Год, когда [Амми-цадука] преподнёс в дар [храму] Эбаббар для Шенирды супруги августейшего, изображения многих богов-покровителей, грозно глядящих RlA 2 189, 255; BM 79777 mu dingir-lamma didli-a u6-di-da ba-ab-du7-du7-a dsze3-ri5-da dam mah-a e2-babbar-ra-sze3 in-ne-en-ku4-ra |
| 8 год 1640 / 1639 до н. э.  | Год, когда [Амми-цадука] преподнёс в дар [храму] Энамтила трон из красного золота, каковой подобает иметь в святая святых и статуи [представляющей его гонцом], несущимся бегом YOS 13 408 mu giszdur2-gar ku3-sig17-ga-a husz-a-ta ki-bad-ra2-a-asz i3-tum2-ma u3 alan-a-ni hub2 ab-szu2-szu2-e-a e2-nam-ti-la-sze3 in-ne-en-ku4-ra |
| 9 год 1639 / 1638 до н. э.  | Год, когда [Амми-цадука] преподнёс в дар [храму] Эбаббар для Шамаша-господина, каковой обретается в небесах статую [представляющую его в качестве] отпрыска знатного рода, держащим в руке «зуби»-оружие, сделанное из золота YOS 13 71 mu dutu en-na an-ta gal2-la alan-a-ni nam-nir-gal2-la-a-ni zubi ku3-sig17-ga-ke4 szu-a an-da-gal2-la e2-babbar-ra-sze3 in-ne-en-ku4-ra |
| 10 год 1638 / 1637 до н. э. | Год, когда [Амми-цадука], истинный пастырь, покорный слуга Шамаша и Мардука, простил долги в своей стране RlA 2 190, 258; BM 79807 mu sipa zi sze-ga dutu dmarduk-bi-da-ke4 ur5-ra kalam-ma-na / ka-la-ma-na / ma-da-na szu bi2-in-du8-a |
| 11 год 1637 / 1636 до н. э. | a Год, когда царь Амми-цадука, с большой проницательностью каковой Мардук-владыка одарил его, построил Дур-Амми-цадука («Крепость Амми-цадуки») на берегу Евфрата / на берегу канала Шамшуилуна-нагаб-нухши RlA 2 190, 259; YOS 13 382; CT 8 3a; CT 6 6 mu am-mi-sya-du-qa2 lugal-e igi-gal2 gu-la dmarduk lugal-bi in-na-an-gar-ra bad3-am-mi-sya-du-qa2ki ka / gu2 id2-buranunki-na-ta / gu2 id2-sa-am-su-i-li-na-nagab-nu-uh-szi gu2 sag-ga2-ke4 in-ne-en-dim2-ma / bi2-in-du3-a b Год, когда царь Амми-цадука построил великую стену вознесшуюся горой в устье Евфрата BM 79934 = MHET 2, 522 mu am-mi-sya-du-qa2 lugal-e bad3 gal-la hur-sag-gim ki-a ib2-ta-an-e3 ka id2-buranunki-ta bi2-in-du3-a |
| 12 год 1636 / 1635 до н. э. | a Год, когда [Амми-цадука изготовил] статую [представляющую его] прижимающим к груди ягненка и молящемся о мире RlA 2 190, 260 mu alan-a-ni masz2 gaba tab-ba szu-a an-da-a / an-da-gal2-la u3 alan-a-ni szud3 szu silim-ma ab-be2-a / ab-di-a b Год, когда [Амми-цадука изготовил] статую [представляющую его] во время произнесения молитвы [о мире, прижимающую] руки к груди ARDer 232 mu alan-a-ni szu gaba-a-ba ab-di-a |
| 13 год 1635 / 1634 до н. э. | Год, когда [Амми-цадука], украсил для Эмаха, что в Энамбе великолепным / гигантским постаментом, подобающим царю, [каковой украшен был] изображениями гор и множества ручьёв и потоков. RlA 2 190, 261; BE 6/I 95 mu uruduki-lugal-gub i3-mah-a / bi2-ib2-diri-ga [u3 uruduki-lugal-gub] kur didli-a / hur-sag didli-a id2-didli-a i3-me-esz-a-bi / i3-mesz-a-bi e2-mah e2-nam-he2-a-ta me-te-a-asz mi-ni-in-gar-ra |
| 14 год 1634 / 1633 до н. э. | a Год, когда [Амми-цадука] преподнёс в дар [храму] Энамтила большие алтари из меди и великолепный постамент, подобающий царю, [каковой украшен был] изображениями гор и разлившихся рек RlA 2 190, 262; BAP 42 mu urududu8-mah gal-gal-la {urudu}ki-lugal-gub i3-mah-a hur-sag id2-da diri-diri-ga e2-nam-ti-la-sze3 in-ne-en-ku4-ra / in-ne-e-a-tu-ra b Год, когда царь Амми-цадука преподнёс в дар храму Энлиля [постамент, подобающий царю с изображениями] гор [и рек] CT 48 116 mu am-mi-sya-du-qa2 lugal-e … sa-di-i a-na e2-den-lil2 u2-sze-lu-u2 c Год, когда [Амми-цадука преподнёс в дар храму Энамтила] большой алтарь, достойный Бога справедливого, с чистыми руками YOS 13 472 mu urududu8-mah gal-gal-la me-te en szu-sikil d Год, когда он изготовил постамент, [подобающий царю, каковой украшен был изображениями] гор и рек BM 80117/8 mu hur-sag id2 mu-na-an-dim2 |
| 15 год 1633 / 1632 до н. э. | a Год, когда [Амми-цадука] преподнёс в дар [храму] Эметеурсаг для Забабы и Инанны статую [представляющую его] молящимся о мире RlA 2 190, 263; BM 79121; BE 6/I 101 mu alan-a-ni szu silim-ma-a ab-be2-a / ab-di-di-de3-a-asz / ab-di-di-e-ne-a dza-ba4-ba4 dinanna-bi-da-asz e2-me-te-ur-sag-sze3 in-ne-en-ku4-ra b Год, когда царь Амми-цадука [преподнёс в дар храму Эметеурсаг] для Забабы и Инанны статую (представляющую его) молящимся о мире CT 8 10a mu am-mi-sya-du-qa lugal-e alan-a-ni szu-silim-ma ab-di-di-e-ne-a dza-ba4-ba4 dinanna-e-ne-bi-da c Год, когда [Амми-цадука преподнёс в дар храму Эметеурсаг для Забабы и Инанны] статую, [представляющую его] молящимся с руками, прижатыми к груди ARDdr 232, 233 mu alan-a-ni szu gaba-a ab-di-a |
| 16 год 1632 / 1631 до н. э. | Год, когда [Амми-цадука] по приказу Шамаша / Мардука своего господина, вырыл канал и назвал его «Амми-цадука, для процветания народа» RlA 2 190, 264; BM 16603; BM 22551 mu du11-ga mah-a dutu / dmarduk-ke4 lugal-a-ni-ta id2-am-mi-sya-du-qa2-nu-hu-usz-ni-szi mi-ni-in-ba-al-la-a mu-a-ni bi2-in-sa4 |
| 17+a                        | Год, когда [Амми-цадука] установил для Эмаха, что в Энаме / Энитенду жертвенник из меди для несаг-приношений, подобающий царю, [украшенный изображениями] гор и сторон процветающей страны и множества рек RlA 2 190, 265; BE 6/I 96 mu uruduki-lugal-gub-ba i3-mah-a / ib2-diri-ga-a hur-sag kur he2-nun-na id2-didli-a me-te ne-sag-ga2-sze3 e2-mah-a e2-nam-he2-a / e2-ni2-te-en-du10-sze3 ki-a bi2-ib2-us2-sa |
| 17+b                        | Год, когда [Амми-цадука] преподнёс в дар [храму] Эбаббар для Папнунны, несравненной госпожи, статую, [представляющую] его преклоняющим колено, чьё великолепие сравниться может лишь с силой и могуществом молодого царя YOS 13 34; BE 6/1 105 mu alan-a-ni du10-bi i3-musz3-a nam-szul-la-ni-gim mah-bi ib2-diri-ga dpap-nun-na nun asz-sza4-a-ni e2-babbar-ra-sze3 in-na-an-ku4-ra / bi2-en-ku4-ra |
| 17+d                        | Год, когда [Амми-цадука] произвёл ремонт верхней части зиккурата Шамаша, каковой составляет часть [храма] Эбаббар и [храма] Эулмаш YOS 13 65 mu u6-nir sag-bi an-sze3 dutu-ke4 e2-babbar-ra-sze3 e2-ul-masz-a-bi szu-gibil-a bi2-in-ak |
| 17+e                        | Год когда великий Энлиль / великий господин RlA 2 191, 269; BM 78596 mu den-lil2 i3-mah-a / en mah |
| A                           | Год, когда надпись… Jeyes, Old Babylonian Extispicy, N. 11 mu mu-sar |
| B                           | Год, когда он покрыл золотом изображения Шамаша и Шенирды YBC 8752 mu tug2-me ku3-sig17 [] dutu dsze-r[i5-da ... ] mu-ni-in-[du3] |
| C                           | Год после года, когда он покрыл золотом изображение Шамаша BM 80199 mu us2-sa tug2-me dutu |
| D                           | Год когда было откровение от Энлиля и Шамаша BM 16603 mu inim-bi den-lil2-la2 dutu-bi |

| I Вавилонская (аморейская) династия |                                                        |                        |
| Предшественник: Амми-дитана         | царь Вавилона ок. 1647 — 1626 до н. э. (правил 21 год) | Преемник: Самсу-дитана |